# Селькава
Селькава — деревня в Старорусском муниципальном районе Новгородской области, с весны 2010 года относится к Великосельскому сельскому поселению. На 1 января 2011 года постоянное население деревни — 1 житель, число хозяйств — 1.
Деревня расположена на реке Туренка, на расстоянии 7 км от Астрилово по автомобильным дорогам.

## Население
| 2010 | 2011 | 2012 | 2013 |
| ---- | ---- | ---- | ---- |
| 1    | →1   | →1   | →1   |

## История
После упразднения Новгородской губернии в 1927 году, деревня относилась к Кривецкому сельсовету Белебёлковского района Ленинградской области, а с 5 июля 1944 года Новгородской области. С 22 июля 1961 года в Старорусском районе.
До весны 2010 года входила в ныне упразднённое Астриловское сельское поселение.

## Транспорт
Есть прямое беспересадочное пассажирское автобусное сообщение с административным центром муниципального района — городом Старая Русса (маршрут № 138, Старая Русса — Селькава). Ближайшая железнодорожная станция расположена в Тулебле.